# سولفلد
سولفلد (به آلمانی: Sülfeld) یک شهر در آلمان است که در زگه‌برگ واقع شده‌است. سولفلد ۳٬۱۷۵ نفر جمعیت دارد.